# Pallidstör
Pallidstör (Scaphirhynchus albus) är en sötvattensfisk av familjen störfiskar som finns i USA.

## Utseende
En avlång fisk med avsmalnande stjärt, platt, skovelliknande nos med en tandlös mun, som den använder för att suga i sig byten, placerad på nosens undersida. Framför munnen sitter 4 fransade skäggtömmar. Kropp och huvud saknar fjäll, men är klädda med benplåtar. Ryggfenan, som sitter långt bak, har 37 till 43 mjukstrålar, medan analfenan har 24 till 28. Rygg och sidore är ljust gråaktiga, medan buken är vitaktig. Som mest kan den bli 2 m lång och väga 130 kg. Honan är i regel större än hanen.

## Vanor
Pallidstören är en sötvattensfisk som lever i stora, djupa, grumliga floder, vanligen i flodfåror med kraftig ström över fasta bottnar som sand eller grus. Den lever nära bottnen, men förefaller att gå högre upp under natten. Den föredrar vattentemperaturer från 3 till 20 C. Arten vandrar ofta mellan sitt vår/sommarviste och höst/vintervistet (som i regel är mindre). Den tillryggalägger i snitt 21 km per dag, med en medelhastighet av 9,5 km i timmen. Födan består av larver och puppor av vatteninsekter, särskilt nattsländelarver och småfisk. Arten kan bli 41 år gammal.
Honorna blir könsmogna vid en ålder av 7 till 16 år, medan hanarna blir det mellan 7 och 9 års ålder. Honorna parar sig upptill vart 10:e år, medan det för hanarnas del kan gå 2 till 3 år mellan parningarna.

## Utbredning
Utbredningsområdet omfattar Missouri, lägre Mississippi, Yellowstonefloden samt Atchafalayafloden i Louisiana.

## Status
Arten är klassificerad som starkt hotad ("EN") av IUCN och beståndet minskar. Man beräknar att det för närvarande (2004) finns mellan 6 000 och 21 000 individer kvar i USA. Främsta hotet är habitatförändringar, framför allt flodregleringar och dammutbyggnad. Hybridisering med den närstående arten mississippiskovelstör (Scaphirhynchus platorynchus) är också ett problem.